# Anasterias perrieri
Anasterias perrieri is een zeester uit de familie Asteriidae.
De wetenschappelijke naam van de soort werd in 1876 gepubliceerd door E.A. Smith.